# Kanton Issy-les-Moulineaux-Est
Kanton Issy-les-Moulineaux-Est is een voormalig kanton van het Franse departement Hauts-de-Seine. Kanton Issy-les-Moulineaux-Est maakte deel uit van het arrondissement Boulogne-Billancourt en telt 25.399 inwoners (1999).
Het werd opgeheven bij decreet van 24 februari 2014, met uitwerking in maart 2015.

## Gemeenten
Het kanton Issy-les-Moulineaux-Est omvatte enkel een deel van de gemeente Issy-les-Moulineaux.